# Football Club Jeunesse Junglinster
Le FC Jeunesse Junglinster est un club de football situé à Junglinster au Luxembourg ayant pour équipe fanion sa section féminine.

## Histoire
En 2010, il réalise le doublé Championnat du Luxembourg-Coupe du Luxembourg.
Le club remporte son deuxième titre de champion en 2012. Le titre est conservé la saison suivante.

## Palmarès
- Championnat du Luxembourg (6) : 2010 - 2012 - 2013 - 2015 - 2016 - 2018
- Coupe du Luxembourg (5) : 2010 - 2011 - 2013 - 2015 - 2018
- Doublé Championnat du Luxembourg-Coupe du Luxembourg (4) : 2010 - 2013 - 2015 - 2018